# 클라크필드

클라크필드(Clarkfield)는 미국 미네소타주 옐로메디신군에 위치한 도시로, 프렌드십타운십에 둘러싸여 있다. 인구 수는 2010년 인구 조사 기준으로 863명이다.

## 역사
클라크필드는 1884년 구획되었으며 지명은 철도 관리인 클라크(Mr. Clark)의 이름에서 비롯되었다. 우체국은 1884년 이후로 클라크필드에서 운영되기 시작했다. 클라크필드는 1887년 통합되었다.

## 인구
| 인구조사              | 인구  | Note  | %±     |
| --------------------- | ----- | ----- | ------ |
| 1890년                | 178   |       | —      |
| 1900년                | 437   |       | 145.5% |
| 1910년                | 603   |       | 38.0%  |
| 1920년                | 724   |       | 20.1%  |
| 1930년                | 802   |       | 10.8%  |
| 1940년                | 965   |       | 20.3%  |
| 1950년                | 1,012 |       | 4.9%   |
| 1960년                | 1,100 |       | 8.7%   |
| 1970년                | 1,084 |       | −1.5%  |
| 1980년                | 1,171 |       | 8.0%   |
| 1990년                | 924   |       | −21.1% |
| 2000년                | 944   |       | 2.2%   |
| 2010년                | 863   |       | −8.6%  |
| 2019 (추산)           | 787   | [ 4 ] | −8.8%  |
| U.S. Decennial Census |       |       |        |